# Angara-felföld
Az Angara-felföld (oroszul: Ангарское плато) tájegység Oroszországban, Észak-Ázsiában, a Közép-szibériai-fennsík része. Közigazgatásilag az Irkutszki területhez és a Krasznojarszki határterülethez tartozik.
A Közép-szibériai-fennsík délnyugati részén fekszik. Nyugaton a Jenyiszej-hegyvonulattal, keleten  és délkeleten az Angara-hegyvonulattal határos. Területének nagy részét tajga, északon főként szibériai vörösfenyő borítja. Az Angara alsó- és középső szakaszának kelet-nyugat irányú völgye egy északi és egy déli részre osztja.
- Magasabb, északi része az Angarán-túli-felföld (Заангарское плато), mely nagyjából a Köves-Tunguszkáig terjed. Legfeljebb 800 m-re emelkedő tetőit lávatakaró fedi. Folyói közül a legnagyobbak:
  - a Kamo (339 km), a Köves-Tunguszka bal oldali mellékfolyója délnyugatról északkelet felé folyik, jelentősebb mellékvize a Tohomo
  - az Irkinyejeva (363 km) és a Kamenka (313 km), az Angara jobb oldali mellékfolyói
- Déli része, az Angara-menti-felföld (Приангарское плато) 300–400 m magas, legmagasabb pontja legfeljebb néhány méterrel emelkedik 500 m fölé.  Jelentősebb folyói az Angara vízrendszeréhez tartoznak: 
  - a Mura (330 km) mély völgyben folyik északnyugat felé, az Angara bal oldali mellékfolyója
  - a Csuna a felföld déli, alacsonyabb részét szeli át, mielőtt egyesül az Angarába torkolló Taszejeva másik forráságával, a Birjuszával.

Újabb orosz forrásokban elterjedt a Nyizsnyeje Priangarje elnevezés (Нижнее Приангарье, jelentése 'Alsó-Angara-mente'), ami nem azonos az Angara-menti-felfölddel. A folyó alsó-középső szakasza és vidéke természeti adottságainak gazdasági hasznosítására nagyszabású tervek készültek. Ezek részeként 2012 végén megkezdte a termelést az Angarán, Kogyinszk városnál – hosszú szünetek közbeiktatásával – évtizedekig épített Bogucsani vízerőmű. Ez már a harmadik nagy vízerőmű a folyón.